# Ajūdānābād
Ajūdānābād (persiska: آجودان آباد, اجودان آباد, Ājūdānābād) är en ort i Iran.   Den ligger i provinsen Östazarbaijan, i den nordvästra delen av landet, 500 km nordväst om huvudstaden Teheran. Ajūdānābād ligger 815 meter över havet och antalet invånare är 554.
Terrängen runt Ajūdānābād är kuperad, och sluttar norrut. Runt Ajūdānābād är det ganska glesbefolkat, med 27 invånare per kvadratkilometer. Närmaste större samhälle är Abīsh Aḩmad, 2,5 km väster om Ajūdānābād. Trakten runt Ajūdānābād består till största delen av jordbruksmark.